# A Família Addams (musical)
The Addams Family (A Família Addams no Brasil) é uma comédia musical com letras e música por Andrew Lippa e um livro por Marshall Brickman e Rick Elice. O show é baseado nos personagens da Família Addams criados por Charles Addams em seus desenhos, que mostram uma estranha família Americana com afinidade por coisas macabras. Entre todas as adaptações já feitas dos desenhos, essa é a primeira feita para o teatro. A Família Addams também foi a primeira produção produzida pela Elephant Eye Theatricals, uma organização da Broadway que mistura um time com experiência em produção com audiências de quinze centros de artes performáticas.
Depois de um teste em Chicago, o show estreou na Broadway em Abril de 2010. O elenco original trazia Nathan Lane como Gomez e Bebe Neuwirth como Morticia. Uma gravação do elenco original da Broadway foi lançada em 8 de Junho de 2010
A produção original fechou em 31 de Dezembro de 2011. Uma versão revisada de uma turnê nacional pela América do Norte começou em Setembro de 2011.
A primeira produção internacional aconteceu no Brasil e começou em Março de 2012 no Teatro Abril, em São Paulo, produzida pela T4F. O elenco envolvia nomes de peso como Daniel Boaventura e Marisa Orth nos papéis de Gomez e Morticia Addams e Laura Lobo e Beto Sargentelli nos papéis de Wandinha Addams e Lucas Beineke. A produção, que foi um sucesso absoluto, fechou em dezembro de 2012. A mesma estreou também no Rio de Janeiro em 10 de Janeiro de 2013 no Vivo Rio.

## Produções

### Broadway (2010–2011)
Prévias do show na Broadway no Teatro Lunt-Fontanne começaram em March 8, 2010, com uma estreia oficial em 8 de Abril. Os custos originais esperados eram de 10 milhões de dólares, porém notícias posteriores afirmaram que o orçamento foi de 15 milhões.
O elenco da Broadway foi o mesmo elenco das prévias de Chicago. O time criativo inclui direção por McDermott e Crouch, coreografias por Trujillo, iluminação por Natasha Katz, bonecos por Basil Twist, efeitos especiais por Gregory Meeh, e orquestras por Larry Hochman.
O show ganhou um Drama Desk Award.
Um artigo na revista Playbill de Maio de 2011 afirmou que o show já havia lucrado 62 milhões de dólares. A performance de número 500 do musical se deu em 16 de Junho de 2011.
Cassandra Peterson estava em discussões para pegar o papel de Morticia até que os produtores decidirem encerrar o show no final daquele ano.
Depois de 34 prévias e 725 performances, o show fechou na Broadway no dia 31 de Dezembro de 2011.

### Turnê Nacional (2011-2012)
No final de 2011, o show começou uma turnê por vários teatros pelos Estados Unidos.

### Brasil - São Paulo(2012) &Rio de Janeiro(2013)
A primeira produção internacional começou em Março de 2012 no Teatro Abril, de São Paulo, produzido pela T4F. O elenco envolveu nomes de peso como Daniel Boaventura e Marisa Orth nos papéis de Gomez e Morticia Addams, além de Laura Lobo e Beto Sargentelli nos papéis de Wandinha Addams e Lucas Beineke. A produção foi um sucesso absoluto de crítica e público, fechando em dezembro de 2012. A mesma produção retornou em 10 de Janeiro de 2013 para uma segunda temporada, agora no Rio de Janeiro, no teatro Vivo Rio. A produção se encerrou em definitivo no dia 07 de abril de 2013.

### Sydney (2013)
Uma produção Australiana no Capitol Theatre de Sydney começou em março de 2013. O elenco inclui John Waters como Gomez Addams, Chloe Dallimore como Morticia Addams e Teagan Wouters como Wandinha Addams. O show foi encerrado em 9 de junho de 2013. Esperava-se uma turnê para outras cidades australianas, mas entende-se que o show teve dificuldades nas bilheterias e esses planos foram cancelados.

### Buenos Aires (2013)
A primeira versão em língua espanhola foi apresentada entre 19 de junho e 17 de novembro de 2013 no Teatro Ópera de Buenos Aires, sob o título Los locos Addams. O elenco contou com Gabriel Goity como Gomez Addams, Julieta Díaz como Morticia Addams e Laura Esquivel como Wandinha Addams. Como o resto das produções internacionais, o show incorporou as mudanças introduzidas para a turnê norte-americana. A montagem também foi produzida pela Time for Fun (mesma produtora da versão brasileira).

### Espanha (2017-2019)
Na Espanha estreou oficialmente em 10 de outubro de 2017 no Teatro Calderón de Madrid, com Xavi Mira como Gómez Addams, Carmen Conesa como Morticia Addams, Lydia Fairén como Wandinha Addams e Íñigo Etayo como Lucas Beineke.
Produzida pela LetsGo Company, a versão em espanhol teve direção e tradução do texto de Esteve Ferrer, que também se encarregou da adaptação da letra junto com Silvia Montesinos.
O musical despediu-se de Madrid no dia 8 de abril de 2018 e depois embarcou em uma turnê nacional que terminou em 20 de janeiro de 2019 no Teatro Pérez Galdós de Las Palmas de Gran Canaria. Destaca-se uma parada de quatro meses no Teatre Coliseum em Barcelona entre 23 de outubro de 2018 e 17 de fevereiro de 2019.
No total, a produção foi vista por cerca de 500 mil espectadores ao longo das 594 apresentações realizadas. Durante seus mais de dois anos, a peça teve diferentes intérpretes passando por seu elenco.

### Brasil - São Paulo(2022)

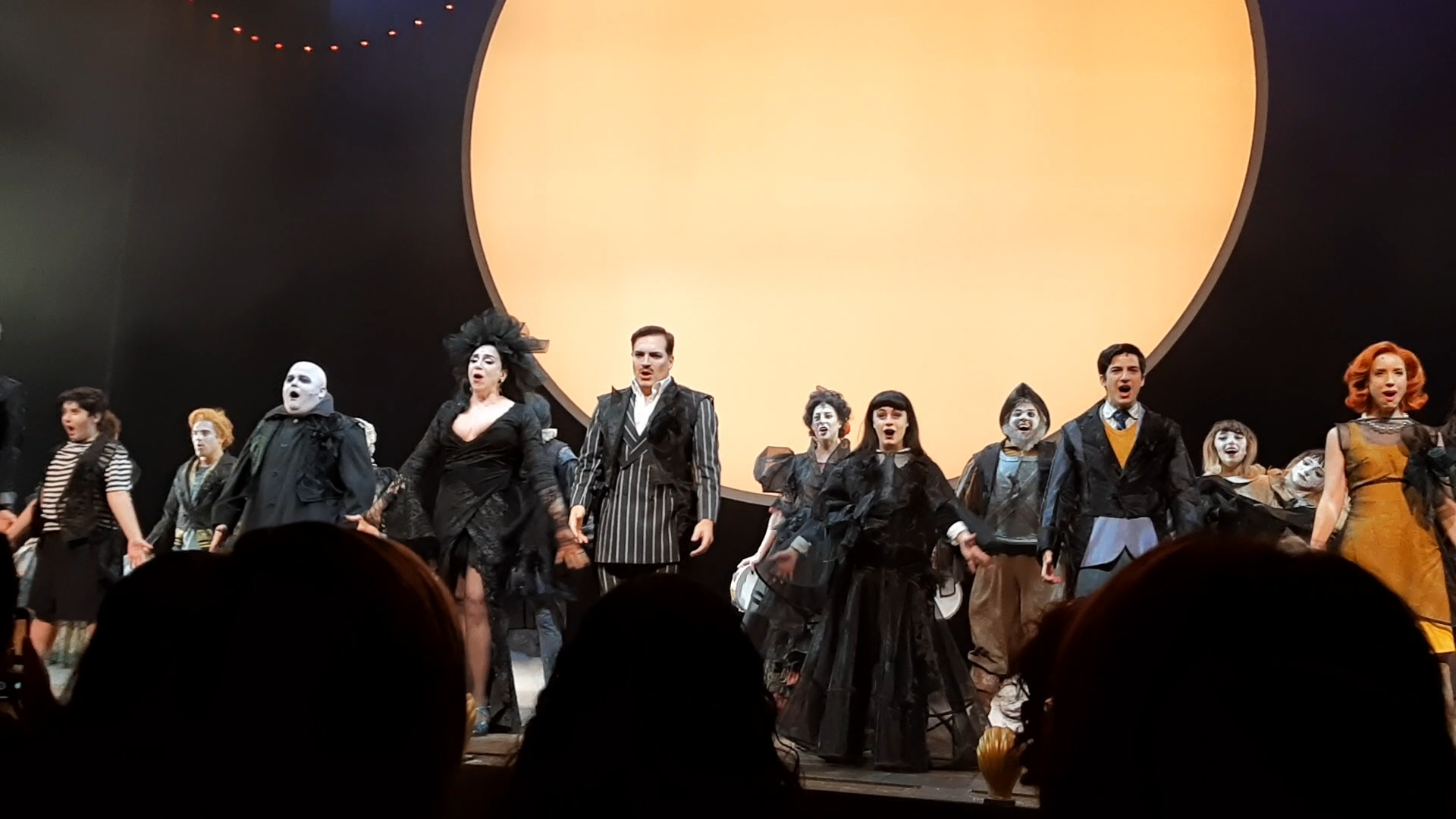
Elenco da montagem paulistana de 2022 agradecendo após apresentação

O revival do musical aconteceu dez anos depois, estreando em 10 Março de 2022 no Teatro Renault, de São Paulo, e com produção novamente pela T4F. O elenco contou novamente com Daniel Boaventura e Marisa Orth nos papéis de Gomez e Morticia Addams, além de outros nomes de peso do teatro musical brasileiro, como Pâmela Rossini no papel de Wandinha Addams, Dante Paccola como Lucas Beineke, Kiara Sasso como Alice Beineke, Fred Silveira como Mal Beineke, Liane Maya como Vovó Addams, Rodrigo Spinosa e Raphael Souza como Feioso Addams e Bernardo Berro como Tio Fester, além de Tiago Kaltenbacher como Tropeço. A produção, desta vez, no entanto, é uma montagem com fortes características brasileiras e não seguiu fielmente a produção original da Broadway em cenários e figurinos. Algumas letras de números musicais sofreram alterações, em decorrência de direitos autorais ou para melhor entendimento e humor para a plateia. Devido o sucesso absoluto de crítica e público, a temporada foi prolongada encerrando-se em 28 de Agosto de 2022. No mesmo ano, o musical foi consagrado como um dos grandes sucessos dos palcos brasileiros, após ter liderado a lista de indicações ao Prêmio Bibi Ferreira, honraria máxima do teatro brasileiro (comparado ao Tony Awards).

## Sinopse
- Nota: a seguinte sinopse é referente à produção original da Broadway.

Primeiro ato
A família Addams está visitando o cemitério para uma reunião anual dos membros da família (vivos, mortos, e não decididos) pra celebrar o que é ser um Addams ("When You're an Addams"). Tio Fester pede para os Ancestrais voltarem para suas covas para pedir suas ajudas. Ele explica que Wandinha, como protesto, convidou o seu namorado (normal), Lucas Beineke, e seus pais, Mal e Alice, para um jantar. Enquanto tortura seu irmão, Feioso, Wandinha confessa que o amor está a levando em outro caminho ("Pulled"). Enquanto isso, Morticia e Gomez se preocupam sobre essa virada de eventos ("Where Did We Go Wrong").
Os Beinekes chegam, e Wandinha e Lucas dizem para suas famílias agirem normalmente, de modo que eles possam ter um simples jantar ("One Normal Night"). Porém no momento em que Tropeço guia os Beinekes à mansão, a tensão começa. Mal quer destruír a casa velha, Alice começa a recitar poemas felizes sem razão aparente, Feioso, Fester e Vovó não conseguem agir normalmente e Wandinha (após vestir preto por dezoito anos), aparece vestida em amarelo. Depois, Lucas e Wandinha, longe de suas famílias, revelam que a razão real do jantar é para anunciar que os dois vão se casar. Gomes e Mal bebem juntos e Mal é apresentado à Bernice, a grande lula de estimação da família, e Alice confessa para Morticia que seu casamento com Mal tem sido infeliz. Morticia então escuta Wandinha a chamar de velha e se preocupa com o fato de estarem nascendo pés de galinha em seu rosto. Ela recusa um pedido de Gomes para dançar tango, deixando-o sozinho e insatisfeito ("Morticia"). Enquanto isso, Feioso se preocupa com o fato de, tendo se apaixonado, Wandinha não mais o torturará. Ele rouba uma poção de Vovó depois que ela revela que essa poção trará à tona a natureza obscura de alguém. Feioso então planeja dar essa poção para Wandinha no jantar ("What If?").
No jantar, "O Jogo" é jogado, onde cada pessoa na mesa confessa algo ("Full Disclosure"). Gomez conta uma história sobre assustar corvos e seus pés, mas sem querer chateia Morticia por acidentalmente tê-la comparado a um bode, enquanto tio Fester confessa que está apaixonado com a lua. Em uma mistura de eventos, Alice bebe a poção de Feioso e na frente de todos revela o seu casamento com Mal como uma bagunça desafetuosa e assume seu sofrimento e tristeza ("Waiting"). Humilhado, Mal tenta saír com sua família, porém Wandinha anuncia seu casamento com Lucas, que concorda. O caos toma forma em ambas as famílias, e tio Fester tentando ajudar, pede aos Ancestrais para criarem uma tempestade horrível, que faça todos ficarem na mansão naquela noite ("Full Disclosure - Part 2").
Segundo ato
Durante a tempestade, Wandinha tenta fugir, mas Lucas quer ficar e tentar resolver as coisas com suas famílias, levando os dois à sua primeira briga. Mais tarde, Morticia teme não ser mais importante para sua família e lembra do fato que a morte está à espera dela ("Just Around The Corner"). Feioso a pergunta se há um monstro embaixo de sua cama. Ela o diz que sim, mas que deve relaxar, porém ela não o consegue fazer confessar o que fez com Alice. Tio Fester cria uma pausa enquanto toca seu ukulele e canta uma canção de amor à Lua ("The Moon and Me").
Saíndo pelo jardim, Wandinha encontra Gomez. Ele está feliz que ela encontrou alguém para amar, mesmo estando triste que sua filha cresceu ("Happy/Sad"). Wandinha fica preocupada com o fato de ser muito diferente de Lucas. Como uma demonstração de confiança, Lucas a venda e pede que ela atire em uma maçã na sua cabeça com um arco e flecha ("Crazier Than You"). Ela consegue, e os dois se abraçam. Na caverna, Gomez e Fester tentam fazer Mal se abrir, sem sucesso ("Let's Not Talk About Anything Else But Love"). Ele é então pego por Bernice e levado aos esgotos. Vovó, escutando a palavra "amor", vem cantar com Gomez e Fester ("Let's Not Talk About Anything Else But Love" (reprise)). Momentos depois, Alice é guiada à caverna por Tropeço, onde Mal, agora de volta do seu passeio com Bernice, aprendeu a gostar mais do que ele tem após ficar nos braços de uma lula apaixonada e anuncia que ainda ama Alice ("In The Arms"). Gomez sobe ao telhado e profetiza seu amor para Morticia ("Live Before We Die"). Eles se beijam e dançam ("Tango de Amor").
Com todos os casais reunidos, Feioso confessa ter dado a poção para Alice, mas é agradecido pois colocou todos juntos. Tio Fester, usando um foguete, diz para todos que está voando para estar com a lua. As famílias começam a cantar uma última canção e ficam surpresos quando Tropeço canta pela primeira vez, assim como quando uma nuvem de fumaça é vista na lua, mostrando que Fester acabou de chegar ("Move Toward the Darkness").

## Prêmios e indicações

### Produção original da Broadway
| Ano  | Prêmio                     | Categoria                              | Indicado                                        | Resultado |
| ---- | -------------------------- | -------------------------------------- | ----------------------------------------------- | --------- |
| 2010 | Tony Award                 | Melhor Trilha Sonora Original          | Andrew Lippa                                    | Indicado  |
| 2010 | Tony Award                 | Melhor Performance de Ator em Musical  | Kevin Chamberlin                                | Indicado  |
| 2010 | Drama Desk Award           | Melhor Musical                         | Melhor Musical                                  | Indicado  |
| 2010 | Drama Desk Award           | Melhor Ator em Musical                 | Nathan Lane                                     | Indicado  |
| 2010 | Drama Desk Award           | Melhor Performance de Ator em Musical  | Kevin Chamberlin                                | Indicado  |
| 2010 | Drama Desk Award           | Melhor Performance de Atriz em Musical | Carolee Carmello                                | Indicado  |
| 2010 | Drama Desk Award           | Melhor Trilha Sonora                   | Andrew Lippa                                    | Indicado  |
| 2010 | Drama Desk Award           | Melhor Letra                           | Andrew Lippa                                    | Indicado  |
| 2010 | Drama Desk Award           | Melhor Cenografia                      | Phelim McDermott, Julian Crouch and Basil Twist | Venceu    |
| 2010 | Drama Desk Award           | Melhor Design de Luz                   | Natasha Katz                                    | Indicado  |
| 2010 | Drama League Award         | Melhor Produção de Musical             | Melhor Produção de Musical                      | Indicado  |
| 2010 | Drama League Award         | Melhor Performance em Teatro Musical   | Nathan Lane                                     | Indicado  |
| 2010 | Drama League Award         | Melhor Performance                     | Nathan Lane                                     | Indicado  |
| 2010 | Drama League Award         | Melhor Performance                     | Bebe Neuwirth                                   | Indicado  |
| 2010 | Outer Critics Circle Award | Melhor Ator em Musical                 | Nathan Lane                                     | Indicado  |
| 2010 | Outer Critics Circle Award | Melhor Atriz em Musical                | Bebe Neuwirth                                   | Indicado  |
| 2010 | Outer Critics Circle Award | Melhor Performance de Ator em Musical  | Kevin Chamberlin                                | Indicado  |
| 2010 | Outer Critics Circle Award | Melhor Performance de Atriz em Musical | Carolee Carmello                                | Indicado  |
| 2010 | Outer Critics Circle Award | Melhor Cenografia (Peça ou Musical)    | Phelim McDermott and Julian Crouch              | Venceu    |

### Produção de Chicago, 2015
| Ano  | Prêmio     | Categoria                               | Indicado                          | Resultado |
| ---- | ---------- | --------------------------------------- | --------------------------------- | --------- |
| 2015 | Jeff Award | Produção de Musical (Médio Porte)       | Produção de Musical (Médio Porte) | Venceu    |
| 2015 | Jeff Award | Figurinos (Médio Porte)                 | Frances Maggio                    | Indicado  |
| 2015 | Jeff Award | Ator Principal em Musical (Médio Porte) | Karl Hamilton                     | Indicado  |

Produção de São Paulo, 2022
| Ano  | Prêmio               | Categoria                           | Indicado                          | Resultado |
| ---- | -------------------- | ----------------------------------- | --------------------------------- | --------- |
| 2022 | Prêmio Bibi Ferreira | Melhor Musical                      | Melhor Musical                    | Venceu    |
| 2022 | Prêmio Bibi Ferreira | Melhor Atriz em Musical             | Marisa Orth                       | Indicado  |
| 2022 | Prêmio Bibi Ferreira | Melhor Atriz Coadjuvante em Musical | Pâmela Rossini                    | Indicado  |
| 2022 | Prêmio Bibi Ferreira | Melhor Ator Coadjuvante em Musical  | Fred Silveira                     | Indicado  |
| 2022 | Prêmio Bibi Ferreira | Melhor Direção em Musical           | Federico Bellone                  | Indicado  |
| 2022 | Prêmio Bibi Ferreira | Melhor Direção Musical em Musical   | Thiago Rodrigues                  | Venceu    |
| 2022 | Prêmio Bibi Ferreira | Melhor Cenografia em Musical        | Federico Bellone                  | Venceu    |
| 2022 | Prêmio Bibi Ferreira | Melhor Figurino em Musical          | Fábio Namatame                    | Indicado  |
| 2022 | Prêmio Bibi Ferreira | Melhor Visagismo em Musical         | Feliciano San Roman               | Venceu    |
| 2022 | Prêmio Bibi Ferreira | Melhor Desenho de Luz em Musical    | Valerio Tiberi e Emanuele Agliati | Indicado  |

## Números musicais

### Broadway
| Primeiro ato - "The Addams Family Theme" - "Overture" - "When You're an Addams" – A Família Addams e Ancestrais - "Pulled" – Wandinh - "Where Did We Go Wrong" – Morticia e Gomez - "One Normal Night" – Todo o elenco - "Morticia" – Gomez e Ancestrais Homens - "What If?" – Feioso - "Full Disclosure" – Todo o elenco - "Waiting" – Alice - "Full Disclosure (Part 2)" - Todo o elenco | Segundo ato - "Entr'acte"†† - "Just Around the Corner" – Morticia e Ancestrais - "The Moon and Me" – Tio Fester and Ancestrais Mulheres - "Happy/Sad" – Gomez - "Crazier Than You" – Lucas e Wandinha - "Let's Not Talk About Anything Else But Love" – Mal, Gomez, Fester - "Let's Not Talk About Anything Else But Love" (Reprise) – Vovó, Gomez, Fester - "In the Arms" – Mal e Alice - "Live Before We Die" – Gomez e Morticia - "Tango de Amor" – Gomez, Morticia e Ancestrais - "Move Toward the Darkness" – Todo o elenco |

††Não incluído na gravação de elenco da Broadway.

### Tour dos EUA
| Primeiro ato - "The Addams Family Theme" - "Overture" - "When You're an Addams" – Todo o elenco - "Trapped" – Gomez - "Pulled" – Wandinha - "One Normal Night" – Todo o elenco - "But Love" – Fester e Ancestrais - "Secrets" – Morticia, Alice e Ancestrais Mulheres - "What If?" – Feioso - "Full Disclosure" – Todo o elenco - "Waiting" – Alice - "Full Disclosure (Part 2)" – Todo o elenco | Segundo ato - "Entr'acte" - "Just Around the Corner" – Morticia e Ancestrais - "The Moon and Me" – Fester e Ancestrais Mulheres - "Happy/Sad" – Gomez - "Crazier than You" – Wandinha, Lucas, Mal e Alice - "Not Today" – Gomez - "Let's Live Before We Die" – Gomez e Morticia - "Tango de Amour" – Morticia, Gomez e elenco - "Move Toward the Darkness" – Todo o elenco |

### Brasil (2012-2013)
| Primeiro ato - "Abertura" (com "The Addams Family Theme") - "Pra Quem É Addams" – Toda a família Addams - "Sou Eu" - Gomez - "Dancei" – Gomez - "Bom Caminho" – Wandinha - "Só Dessa Vez" – Todo o elenco - "Falar de Amor" – Fester e Ancestrais - "Segredos" – Morticia, Alice e Ancestrais Mulheres - "E Se" – Feioso - "Eis o Jogo" – Todo o elenco - "Esperando" – Alice - "Eis o Jogo - Parte 2" – Todo o elenco | Act 2 - "Entre Ato" - "Ali na Esquina" – Morticia e Ancestrais - "A Lua e Eu" – Fester e Ancestrais Mulheres - "Feliz, Triste" – Gomez - "Mais Louco Que Você" – Wandinha, Lucas, Mal e Alice - "Hoje Não" – Gomez - "Vamos Viver Antes de Morrer" – Gomez e Morticia - "Tango de Amor" – Morticia, Gomez e elenco - "Segue Atrás da Treva" – Todo o elenco |

### Brasil (2022)
| Primeiro ato - "Abertura" (com "The Addams Family Theme") - "Pra Quem É Addams" – Toda a família Addams - "Manifesto de Fester" - Tio Fester - "Sou Eu" - Gomez - "Bom Caminho" – Wandinha - "Só Dessa Vez" – Todo o elenco - "Segredos" – Morticia, Alice e Ancestrais Mulheres - "Ai de Mim" – Feioso - "Jogo da Verdade" – Todo o elenco - "Esperando" – Alice - "Jogo da Verdade - Parte 2" – Todo o elenco | Act 2 - "Entre Ato" - "Morte Ali na Esquina" – Morticia e Ancestrais - "A Lua e Eu" – Fester e Ancestrais Mulheres - "Feliz ou Triste" – Gomez - "Mais Louco Que Você" – Wandinha, Lucas, Mal e Alice - "Hoje Não" – Gomez - "Rir Pra Não Sofrer" – Gomez e Morticia - "Tango de Amor" – Morticia, Gomez e elenco - "Segue Atrás da Treva" – Todo o elenco |

## Elencos
| Papel           | Elenco original da Broadway | Elenco final da Broadway | Elenco original do tour | Elenco da tour NonEquity | Elenco original do Brasil                                      | Elenco original da Austrália                                                                    | Elenco original do Brasil (2022)             |
| --------------- | --------------------------- | ------------------------ | ----------------------- | ------------------------ | -------------------------------------------------------------- | ----------------------------------------------------------------------------------------------- | -------------------------------------------- |
| Gomez Addams    | Nathan Lane                 | Roger Rees               | Douglas Sills           | Jesse Sharp              | Daniel Boaventura                                              | John Waters                                                                                     | Daniel Boaventura                            |
| Morticia Addams | Bebe Neuwirth               | Brooke Shields           | Sara Gettelfinger       | Keleen Snowgren          | Marisa Orth                                                    | Chloe Dallimore                                                                                 | Marisa Orth                                  |
| Tio Fester      | Kevin Chamberlin            | Brad Oscar               | Blake Hammond           | Shaun Rice               | Claudio Galvan                                                 | Russell Dykstra                                                                                 | Bernardo Berro                               |
| Vovó Addams     | Jackie Hoffman              | Jackie Hoffman           | Pippa Pearthree         | Amanda Bruton            | Iná de Carvalho                                                | Meredith O’Reilly                                                                               | Liane Maya                                   |
| Wandinha Addams | Krysta Rodriguez            | Rachel Potter            | Cortney Wolfson         | Jennifer Fogarty         | Laura Lobo                                                     | Teagan Wouters                                                                                  | Pâmela Rossini                               |
| Lucas Beineke   | Wesley Taylor               | Jesse Swenson            | Brian Justin Crum       | Bryan Welnicki           | Beto Sargentelli                                               | Tim Maddren                                                                                     | Dante Paccola                                |
| Tropeço         | Zachary James               | Zachary James            | Tom Corbeil             | Dan Olson                | Rogério Guedes                                                 | Ben Hudson                                                                                      | Tiago Kaltenbacher                           |
| Mal Beineke     | Terrence Mann               | Adam Grupper             | Martin Vidnovic         | Mark Poppleton           | Wellington Nogueira                                            | Tony Harvey                                                                                     | Fred Silveira                                |
| Alice Beineke   | Carolee Carmello            | Heidi Blickenstaff       | Crista Moore            | Blair Anderson           | Paula Capovilla                                                | Katrina Retallick                                                                               | Kiara Sasso                                  |
| Feioso Addams   | Adam Riegler                | Adam Riegler             | Patrick D. Kennedy      | Sam Primack              | Nicholas Torres, Gustavo Daneluz. Matheus Lustosa (alternando) | Liam Faulkner-Dimond, Anthony Garcia, Graham-Wilson, Blake Hurford, Daniel Simpson (alternando) | Rodrigo Spinosa, Raphael Souza. (alternando) |

## Trilha Sonora Original
Uma gravação original do elenco da Broadway foi produzida pela gravadora Decca Broadway. Apresentando a maioria dos números musicais da produção original da Broadway, foi lançado em 8 de junho de 2010, mesmo já estando disponível no teatro Lunt-Fontanne em 1 de Junho.
O álbum foi gravado em 19 de abril de 2010 e foi produzido por Lippa.
Não foi gravado uma trilha sonora oficial para a versão brasileira do musical.
| Track listing |                                                         |         |  |
| N.º           | Título                                                  | Duração |  |
| 1.            | "The Addams Family Theme"                               | 0:16    |  |
| 2.            | "Overture"                                              | 1:58    |  |
| 3.            | "When You're an Addams"                                 | 4:25    |  |
| 4.            | "Pulled"                                                | 2:59    |  |
| 5.            | "Where Did We Go Wrong"                                 | 2:20    |  |
| 6.            | "One Normal Night"                                      | 4:45    |  |
| 7.            | "Morticia"                                              | 3:49    |  |
| 8.            | "What If?"                                              | 2:06    |  |
| 9.            | "Full Disclosure"                                       | 2:34    |  |
| 10.           | "Waiting"                                               | 2:25    |  |
| 11.           | "Full Disclosure (Part 2)"                              | 1:09    |  |
| 12.           | "Just Around the Corner"                                | 3:58    |  |
| 13.           | "The Moon and Me"                                       | 3:03    |  |
| 14.           | "Happy/Sad"                                             | 3:55    |  |
| 15.           | "Crazier Than You"                                      | 2:51    |  |
| 16.           | "Let's Not Talk About Anything Else But Love"           | 3:19    |  |
| 17.           | "Let's Not Talk About Anything Else But Love (Reprise)" | 0:50    |  |
| 18.           | "In The Arms"                                           | 2:24    |  |
| 19.           | "Live Before We Die"                                    | 2:48    |  |
| 20.           | "Tango de Amor"                                         | 3:11    |  |
| 21.           | "Move Toward the Darkness"                              | 3:58    |  |
| 22.           | "Not Today"                                             | 3:12    |  |

Nota: "Not Today" foi cantada por Lippa como faixa bônus para o lançamento no iTunes da gravação do elenco.